# Astragalus ensifer
Astragalus ensifer es una especie de planta del género Astragalus, de la familia de las leguminosas, orden Fabales.

## Distribución
Astragalus ensifer se distribuye por Irak e Irán.

## Taxonomía
Fue descrita científicamente por Nabelek. Fue publicado en Spisy Vydávané Přírodovĕdeckou Fakultou Masarykovy University 35: 79 (1923).